# Józef Dąbrowski (działacz robotniczy)
Józef Dąbrowski pseud. Hiszpan, Józek (ur. 1914 w Sosnowcu, zm. jesienią 1943 w Auschwitz-Birkenau) – działacz robotniczy, uczestnik hiszpańskiej wojny domowej, oficer Gwardii Ludowej, dowódca Okręgu GL „Warszawa – Prawa Podmiejska”.

## Życiorys
Pod koniec lat 20. wstąpił do Związku Młodzieży Komunistycznej (ZMK/KZMP). W listopadzie 1936 przedostał się do Hiszpanii i wstąpił do Brygady im. Jarosława Dąbrowskiego, do Batalionu im. Palafoxa, w którym był radiotelegrafistą. W nocy na 26 sierpnia 1937 został ranny w głowę pod Saragossą. Po wycofaniu Brygad Międzynarodowych z frontu przebywał od września 1938 w katalońskim obozie demobilizacyjnym, a w lutym 1939, po przekroczeniu granicy z Francją, został internowany.
Pod koniec 1942 przedostał się do Polski i w styczniu 1943 został zastępcą dowódcy GL Okręgu „Warszawa – Prawa Podmiejska”, a w maju 1943 jego dowódcą. Równocześnie był członkiem Komitetu Okręgowego PPR „Warszawa – Prawa Podmiejska”. Dowodził wieloma akcjami, m.in. w marcu 1943 na czele kilku oddziałów GL opanował Stanisławów (powiat miński), niszcząc posterunek policji, urząd gminny i pocztę. 22 lipca 1943 został aresztowany przez gestapo. Po przesłuchaniach w al. Szucha osadzono go na Pawiaku, a następnie w Auschwitz-Birkenau, gdzie jesienią 1943 został zamordowany.